# Paratheresina papuana
Paratheresina papuana är en skalbaggsart som beskrevs av Stefan von Breuning 1975. Paratheresina papuana ingår i släktet Paratheresina och familjen långhorningar. Inga underarter finns listade i Catalogue of Life.